# G 196-3
Désignations
G 196-3 est une jeune étoile naine rouge de faible masse âgée d'environ cent millions d'années.
L'étoile se situe à ∼ 71,1 a.l. (∼ 21,8 pc) du Soleil dans la constellation de la Grande Ourse.
Lors d'observations par imagerie directe réalisées par l'Institut d'astrophysique des Canaries à Tenerife en 1998, un objet substellaire est découvert orbitant à environ 300 unités astronomiques de l'étoile,,.

## Compagnon substellaire
Les premières observations de l'objet substellaire sont réalisées le 25 janvier 1998. Un compagnon rouge pâle est découvert à 16,2 secondes d’arc au sud-ouest de l'étoile. La comparaison d'images prises dans différentes longueurs d'onde (par spectroscopie) confirme la présence d'un objet substellaire appelé G 196-3B. Les observations ultérieures confirment la découverte quand l'équipe de Rafael Rebolo obtient une image photométrique à large bande le 19 mars 1998. Les observations dans la bande K (infrarouge) du télescope TCS de l'observatoire du Teide montre sa nature très froide. La comparaison des magnitudes optique et infrarouge et l'observation de condensation de poussière ont amené les astronomes à conclure que la masse de l’objet est d'environ 25 masses joviennes. 
C'est la deuxième naine brune découverte autour d'une étoile de masse basse et relativement jeune,. Une des hypothèses sur l'existence des deux corps distincts est qu'ils sont tous deux nés d'un fragment de nuage moléculaire. Un autre scenario possible suggère qu'ils sont issus d'un même ancien disque protoplanétaire,,,,.
| Planète | Masse  | Demi-grand axe (ua) | Période orbitale (jours) | Excentricité | Inclinaison | Rayon |
| ------- | ------ | ------------------- | ------------------------ | ------------ | ----------- | ----- |
| b       | ≥25 M🜨 | 1,186               | 280                      | 0,120        |             |       |